# 格利泽402
格利泽402是一顆位於獅子座距離太陽系22.7光年的恆星。距離格利泽402最近的恆星是格利泽393和格利泽408，分別距離3.43光年和6.26光年。
格利泽402是一顆天龍座BY型變星。其視星等在11.64和11.70之間變化。亮度變化是由於星斑和色球層活動以及恆星自轉造成的。它被賦予了變星編號EE Leonis。
與太陽系附近的絕大多數恆星一樣，格利泽402是一顆暗淡的紅矮星。它的視星等為+11.66，無法用肉眼看到；只有用望遠鏡才能看到。它的光度僅為太陽的 0.091%。它的光譜類型是M4V，並且它的有效溫度約為3100K。它的物理特性與羅斯128或克魯格60 B非常相似，半徑約為太陽的30%。它的自轉速度可達2.3 km/s，而它的金屬量略低於太陽。